# Béchir Ben Saïd
Pour les articles homonymes, voir Ben Saïd.
Béchir Ben Saïd (arabe : بشير بن سعيد), né le 29 novembre 1992 à Gabès, est un footballeur tunisien évoluant au poste de gardien de but au sein de l'Espérance sportive de Tunis.

## Biographie
En fin d'année 2021, alors qu'il n'a jamais joué en équipe de Tunisie, il est retenu afin de participer à la Coupe arabe de la FIFA 2021 organisée au Qatar. Lors de cette compétition, il officie comme gardien remplaçant et ne joue aucun match. La Tunisie s'incline en finale face à l'Algérie. Le 12 janvier, il est retenu afin de participer à la coupe d'Afrique des nations 2021 à laquelle il participe comme titulaire,,,. 
Le 14 novembre 2022, il est sélectionné par Jalel Kadri pour participer à la coupe du monde 2022. En décembre 2023, il est retenu dans la liste des 27 joueurs tunisiens sélectionnés par Kadri pour disputer la coupe d'Afrique des nations 2023.

## Palmarès
- Finaliste de la Coupe arabe de la FIFA 2021 avec l'équipe de Tunisie
- Vainqueur de la Coupe de Tunisie en 2020 avec l'US Monastir et en 2025 avec l'ES Tunis
- Vainqueur de la Supercoupe de Tunisie en 2020-2021 avec l'US Monastir
- Champion de Tunisie de D2 en 2016 avec l'AS Gabès
- Champion de Tunisie de D1 en 2025 avec l'ES Tunis